# Rugby club Auch
Ne doit pas être confondu avec le FC Auch, club disparu en 2017.
Maillots
Actualités
Le Rugby club Auch (RCA) ou RC Auch est un club français de rugby à XV, créé le 12 juin 2017 pour représenter la ville d'Auch (département du Gers), à la suite du dépôt de bilan de l'ancien FC Auch, fondé en 1897 et disparu en 2017.
Le RC Auch joue au stade Jacques-Fouroux.
Le club, présidé par Jean-Michel Justumus depuis le 12 juin 2017, évolue en Nationale 2.

## Histoire

### Arrivée du rugby à Auch (1897-1919)

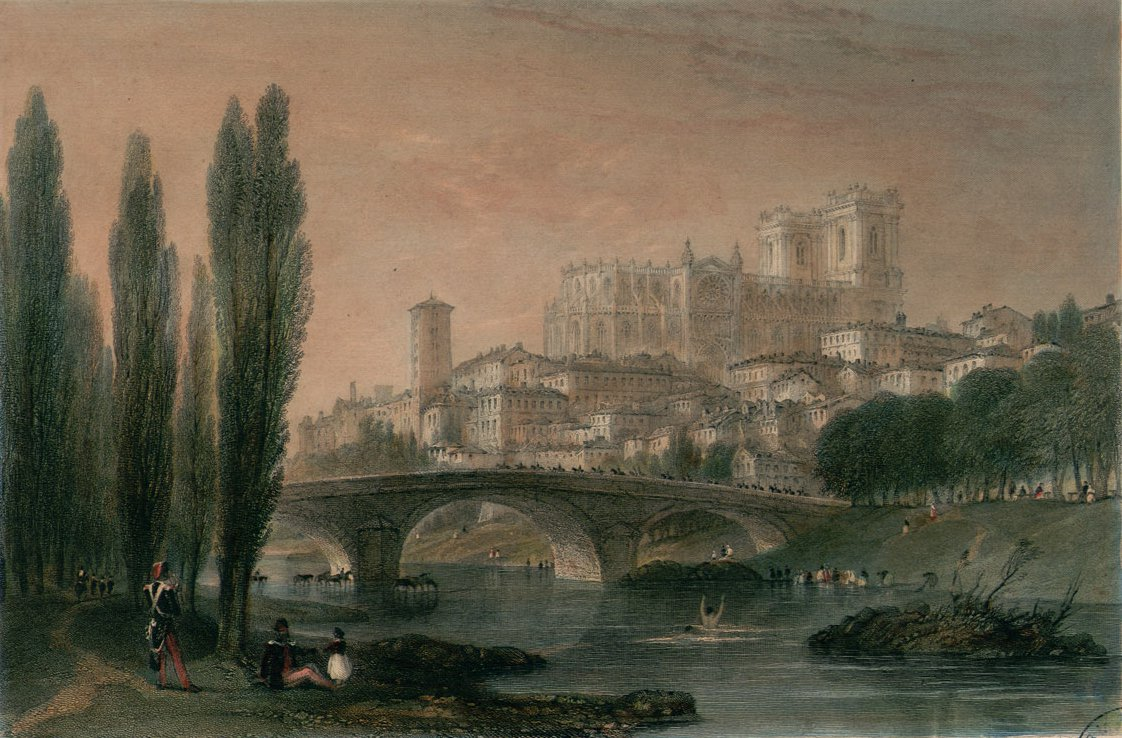
Auch au siècle dernier.

Le rugby est arrivé dans la préfecture du Gers en 1897, date à laquelle le premier club vit le jour à Auch. À ses débuts il était essentiellement pratiqué par des étudiants ou des lycéens au parc du Couloumé. En 1903, l'Union vélocipédique du Gers crée une section football-rugby en son sein, elle est alors rebaptisée Football vélo club auscitain (FVCA). Le club demande ensuite son affiliation à la fédération omnisports pour être intégré au championnat de 2e série. C'est chose faite à partir de 1905. Dès la première saison le FVCA accède à la finale qu’il perd contre Périgueux.
Le club gersois accède également à la finale du championnat du Sud qu'il remporte par forfait face au Sporting club toulousain. Le 1er novembre 1908 a lieu le match d'inauguration du nouveau stade Mathalin (appelé communément « Cuvette de Mathalin ») contre le Sport athlétique bordelais. Le comité d'Armagnac-Bigorre est créé en 1912, par la suite, la Première Guerre mondiale causa l'arrêt du rugby auscitain.

### Le RC Auch (depuis 2017)
Créé depuis le 12 juin 2017, la création du Rugby club Auch est officialisée, afin de remplacer l'ancien FC Auch Gers.
Affilié auprès de la FFR le 8 juillet, tout d'abord en tant que Football club Auch Gers Gascogne, il adopte son nom définitif dès le 29 août.

#### Trois montées consécutives
En tant que nouveau club, l'équipe se retrouve pour la saison 2017-2018 à évoluer dans le championnat Honneur. Une page dans le rugby auscitain se tourne, après 120 ans d'histoire. Avec une nouvelle direction et un nouvel effectif, ils se donnent trois à quatre ans pour retrouver la Fédérale 1 « Jean Prat ». Possédant un budget de 220 000 euros, le RC Auch sera attendu chaque jour de match et figure parmi les favoris pour la montée directe en Fédérale 3.
Finissant 1er de sa poule Honneur du comité Armagnac-Bigorre, le RCA poursuit sa reconstruction en étant promu directement en Fédérale 3 pour la saison 2018-2019 terminant la saison en 8e de finale du France après sa défaite contre le  Saint-Girons SC.

#### Champion de France de Fédérale 3 (2019)
La saison 2018-2019 en Fédérale 3 a été une année exceptionnelle pour le rugby auscitain en finissant 1er de la poule 13 avec 92 points (19 victoires en 22 matchs). Puis en phases finale du championnat de France, grâce à sa victoire sur Pont-long en seizième de finale signe de montée en  Fédérale 2. Après avoir battu Soustons en 1/8 (29-27) puis Saint Sulpice la Pointe en 1/4 (45-29) et Belvès en 1/2 (27-22), Auch affronte Courbevoie en finale et s'impose 21 à 14, permettant au RCA d’être sacré champion de France de Fédérale 3.
La FFR décide, le 27 mars 2020, d'arrêter définitivement les championnats amateurs à tous niveaux. Elle met alors fin à la saison 2019-2020 de Fédérale 2, aucun titre de champion n'est décerné. La FFR décide qu'il n'y a aucune relégation mais douze montées. Après péréquation le RC Auch se retrouve 1er de poule et 4e au classement national, le club monte donc en Fédérale 1 pour la saison pour la saison 2020-2021.
Le RCA réalise aussi la meilleure affluence de  Fédérale 2 avec une moyenne de 1 644 spectateurs au stade Jacques-Fouroux.
‌

#### Auch en Fédérale 1
Pour sa première saison en Fédérale 1 en 2020-2021, le RCA est 6e de sa poule avec deux victoires et trois défaites lorsque le 26 février 2021, la FFR annonce l'arrêt définitif des compétitions amateurs et le gel des montées et des descentes pour tous les niveaux.
Pour la saison 2021-2022, le RCA termine deuxième de sa poule et se qualifie directement pour les huitièmes de finale mais est alors éliminé par Floirac pour trois points sur l'ensemble des deux matchs.
Le club est toutefois promu dans le nouveau championnat de Nationale 2 alors qu'Anthony Lagardère met un terme à sa carrière après onze saisons passées à Auch‌.

#### Auch en Nationale 2
La saison suivante, l'international Arnaud Mignardi retrouve son Gers natal et signe au club en tant que joueur, après une expérience de deux ans en tant qu’entraîneur à Dax.
Auch qui vise la qualification prend la tête de sa poule après avoir commencé le championnat par trois victoires, deux à domicile contre Périgueux 31-30 et Saint-Jean-de-Luz 33-21‌ et une à l'extérieur sur le terrain de Tyrosse.
Le club termine troisième de sa poule avec 70 points (treize victoires, deux matchs nuls et sept défaites).
Auch élimine ensuite Aubenas en barrage 20-19 puis échoue en quart de finale aller-retour devant le Stade métropolitain (victoire 32-16 à Auch puis défaite 33-7 à Villeurbanne).
La même année, les juniors champion de France de leur catégorie montent en crabos.
Pour sa deuxième saison en Nationale 2, Auch termine sixième de son groupe avant d'être éliminé en barrage à Niort 39-31.
En 2025, Auch parvient en quart de finale du championnat où il est éliminé par Orléans 15-6.

## Personnalités

### Effectif de l'équipe première
| Nom                   | Poste                  | Naissance         | Nationalité sportive | Sélections | Dernier club            | Arrivée au club |
| --------------------- | ---------------------- | ----------------- | -------------------- | ---------- | ----------------------- | --------------- |
| Sylvain Abadie        | Pilier                 | 18 mai 1990       | France               |            | RC Narbonne             | 2024            |
| Nassim El Youmouri    | Pilier                 | 17 octobre 1997   | France               |            | CA Castelsarrasin       | 2024            |
| Jordan Rocca          | Pilier                 | 13 août 1993      | France               |            | CS Vienne               | 2023            |
| Benoît Halzuet        | Pilier                 | 15 octobre 1999   | France               |            | Stade montois           | 2020            |
| Pierre Duplantier     | Pilier                 | 30 mai 2000       | France               |            | Stado Tarbes            | 2022            |
| Luca Nouchi           | Pilier                 | 9 février 2001    | France               |            | AS Béziers              | 2023            |
| Adrien Portets        | Pilier                 | 14 mars 2001      | France               |            | Formé au club           | 2023            |
| Baptiste Guizot       | Pilier                 | 10 juin 2003      | France               |            | Stade beaumontois       | 2022            |
| Géraud Clermont       | Pilier                 | 10 mars 1993      | France               |            | SO Chambéry             | 2024            |
| Clément Balagna       | Talonneur              | 26 avril 2001     | France               |            | Colomiers rugby         | 2021            |
| Alexandre Raynier     | Talonneur              | 16 mars 1994      | Belgique             |            | Lombez Samatan club     | 2024            |
| Armand Carrière       | Talonneur              | 26 mars 2002      | France               |            | US Montauban            | 2023            |
| Gaël Doms             | Talonneur              | 15 juillet 2001   | France               |            | SU Agen                 | 2023            |
| Bastien Trape         | Deuxième ligne         | 6 mars 2002       | France               |            | Stade niçois            | 2024            |
| Marek Loutocky        | Deuxième ligne         | 20 janvier 1992   | Tchécoslovaquie      |            | CA Lannemezan           | 2021            |
| Temo Raibevu          | Deuxième ligne         | 17 mai 1992       | Fidji                |            | Suva Highlanders (en)   | 2023            |
| Wesley Essomba        | Deuxième ligne         | 2 janvier 2002    | France               |            | AS Monaco               | 2024            |
| Lulendo Bouandzi      | Troisième ligne aile   | 9 janvier 2000    | France               |            | Oyonnax rugby           | 2022            |
| Pierre Baczkowski     | Troisième ligne aile   | 4 mai 1995        | France               |            | Formé au club           |                 |
| Andréa Dardenne       | Troisième ligne aile   | 1er janvier 2001  | France               |            | Castres olympique       | 2022            |
| Léo Debets            | Troisième ligne aile   | 15 juillet 2000   | France               |            | Formé au club           |                 |
| Hugo Carrière         | Troisième ligne centre | 18 juillet 2001   | France               |            | CM Floirac              | 2024            |
| Théo Thierry          | Troisième ligne centre | 5 janvier 1995    | France               |            | Entente Astarac Bigorre | 2018            |
| Aubin Borie           | Demi de mêlée          | 6 juin 2003       | France               |            | CA Brive Corrèze        | 2024            |
| Bastien Massart       | Demi de mêlée          | 29 avril 1998     | France               |            | Entente Astarac Bigorre | 2021            |
| César Bentayou        | Demi de mêlée          |                   | France               |            | Entente Astarac Bigorre | 2024            |
| Clément Pérusin       | Demi d'ouverture       | 25 octobre 2002   | France               |            | SO Chambéry             | 2024            |
| Benjamin Magnoac      | Demi d'ouverture       | 12 décembre 1995  | France               |            | Soyaux Angoulême XV     | 2020            |
| Cyril André           | Centre                 | 9 juillet 1993    | France               |            | CA Lannemezan           | 2019            |
| Aurélien Labau        | Centre                 | 13 avril 1999     | France               |            | Blagnac rugby           | 2024            |
| Thibault Moléana      | Centre                 | 20 août 2000      | France               |            | Blagnac rugby           | 2024            |
| Juan Noriega          | Centre                 | 12 janvier 2003   | Chili                |            | Soyaux Angoulême XV     | 2024            |
| Matias Martiello      | Ailier                 | 17 septembre 1996 | France               |            | CA Lannemezan           | 2024            |
| Mattéo Vervaeke       | Ailier                 | 19 avril 2003     | France               |            | AS Béziers              | 2024            |
| Killian Satto         | Ailier                 | 16 janvier 2003   | France               |            | Colomiers Rugby         | 2023            |
| Siegfried Vandekerkof | Ailier                 | 15 juillet 1992   | France               |            | CA Lannemezan           | 2019            |
| Pierre Jaffrès        | Ailier                 |                   | France               |            | Formé au club           | 2024            |
| Benjamin Verdier      | Ailier                 |                   | France               |            | Formé au club           | 2024            |
| Rémy Huertas          | Arrière                | 2 septembre 1996  | France               |            | Formé au club           |                 |
| Mathieu Vignes        | Arrière                | 21 septembre 1991 | France               |            | AS Fleurance            | 2018            |

### Joueurs emblématiques
- Aurélien Sourrouille
- Frédéric Couzier
- Clément Briscadieu
- Anthony Lagardère
- Thibault Clauzade
- Clément Pérusin

#### Distinction personnelle
- Johan Demaï-Hamecher : Meilleur joueur du Supersevens avec le Monaco rugby 7s lors de la dix-huitième nuit du rugby[19].

### Capitaines
| Nom                  | Période   |
| -------------------- | --------- |
| Aurélien Sourrouille | 2017-2020 |
| Thibault Clauzade    | 2020-2022 |
| Théo Thierry         | 2022-     |

### Présidents
| Date      | Président(s)                                   |
| --------- | ---------------------------------------------- |
| 2017-2023 | Jean-Michel Justumus                           |
| 2023-2024 | Bernard Salam                                  |
| 2024-     | Sébastien Joya Guy Sorbadère Jean-Paul Naprous |

### Entraîneurs
| Saisons   | Manager(s)        | Entraîneur(s)                 | Adjoint(s)                      | Titre(s)                         |
| --------- | ----------------- | ----------------------------- | ------------------------------- | -------------------------------- |
| 2017-2019 | Grégory Menkarska | Patrick Bosque (trois-quarts) |                                 | Championnat de Fédérale 3 (2019) |
| 2019-2022 | Grégory Menkarska | Patrick Bosque (trois-quarts) | Laurent Lafforgue (jeu au pied) |                                  |
| 2022-2024 | Grégory Menkarska | Clément Briscadieu (avants)   | Roland Pujo (trois-quarts)      |                                  |
| 2024-     | Grégory Menkarska | Julien Campo (avants)         | Roland Pujo (trois-quarts)      |                                  |

### Encadrement sportif
| Nom                 | Poste                     |
| Grégory Menkarska   | Manager                   |
| Julien Campo        | Entraîneur (avants)       |
| Roland Pujo         | Entraîneur (trois-quarts) |
| Mathieu Chirac      | Préparation Physique      |
| Jacques Estingoy    | Médecin                   |
| Jean-Marc Chevalier | Kinésithérapeute          |
| Christine Coutens   | Kinésithérapeute          |
| Frantz Portecop     | Intendance arbitre        |
| Pierre Bernard      | Intendance                |
| Philippe Abadie     | Soigneur                  |

### Encadrement administratif
| Nom                   | Poste                               |
| Jean-Michel Justumus  | Président                           |
| Jean-Claude Fouga     | Vice-président                      |
| Bernard Salam         | Vice-président                      |
| Camille Bascou        | Secrétaire générale                 |
| Christine Zabala      | Trésorière                          |
| Pierre Campo          | Conseiller du président             |
| Chantal Croce         | Commission administration           |
| Stéphane Graou        | Membre                              |
| Henri Poudensan       | Membre                              |
| Pierre Ramouneda      | Membre                              |
| Bernard Croce         | Commission sportive                 |
| Joël Rocca            | Commission sportive                 |
| Thierry Labric        | Commission sportive                 |
| Jean-Marc Béderède    | Commission sportive                 |
| Alain Soler           | Commission finance                  |
| Michel Cartier        | Commission partenariat              |
| Brigitte Saint Martin | Commission secrétariat et animation |
| Jacques Sacarot       | Commission secrétariat et animation |
| Claudine Valade       | Commission secrétariat et animation |

## Image et identité

### Les infrastructures du RCA
Le club évolue au stade Jacques-Fouroux.
Le centre d'entraînement est présent sur ce complexe.
La boîte postale du club se situe dans la résidence du Moulias, 43 avenue des Pyrénées à Auch. Les bureaux administratifs sont sous la tribune Marathon au stade Jacques-Fouroux.
Les terrains d’entraînements sont celui du Bourrec et Rive Droite qui se situe dans la zone du Moulias, non loin du stade Jacques-Fouroux. En hiver, en raison des conditions climatiques les joueurs s'entraînent sur le terrain synthétique du Pithous.

#### Le stade Jacques-Fouroux

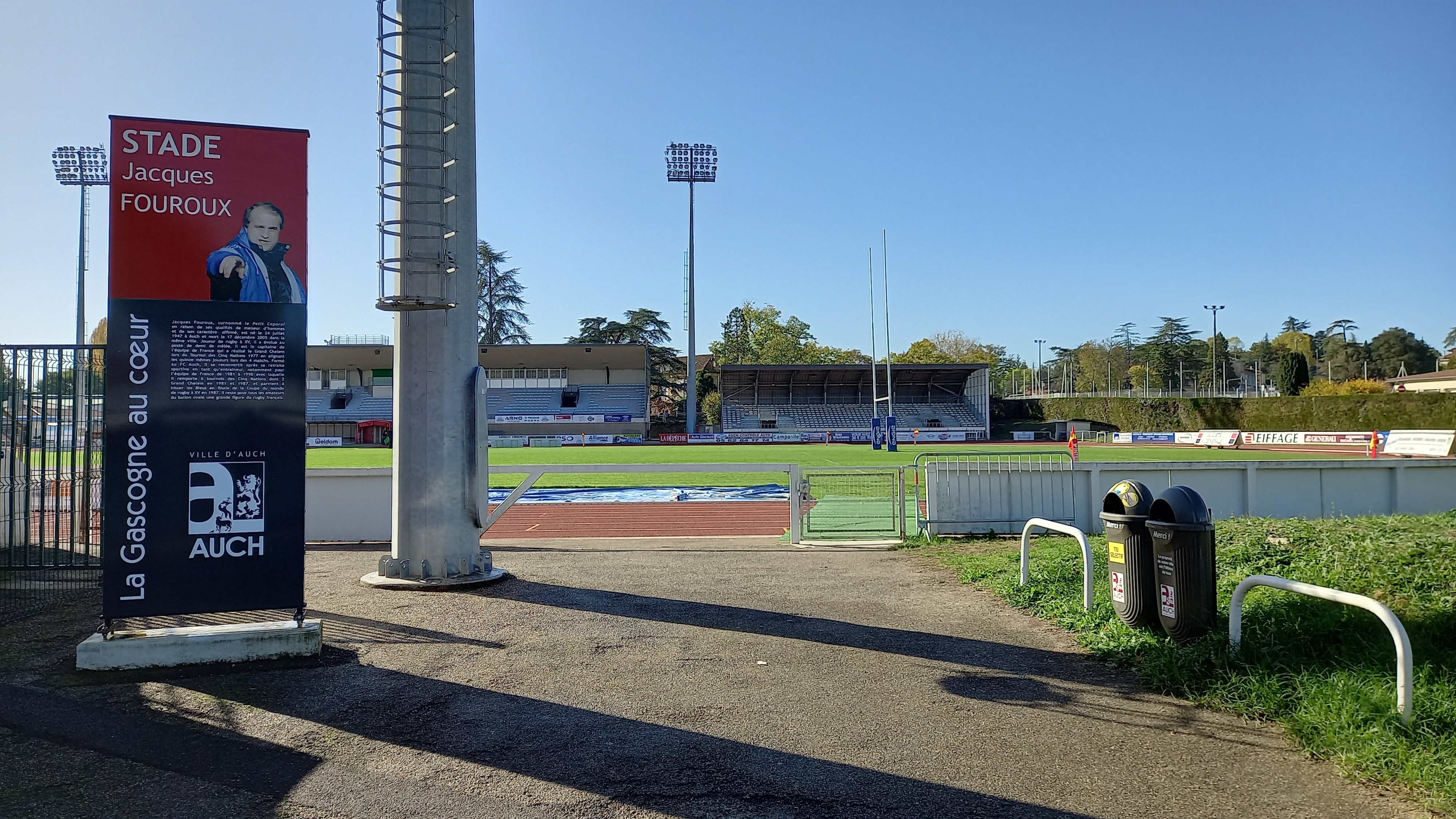
L’entrée est.
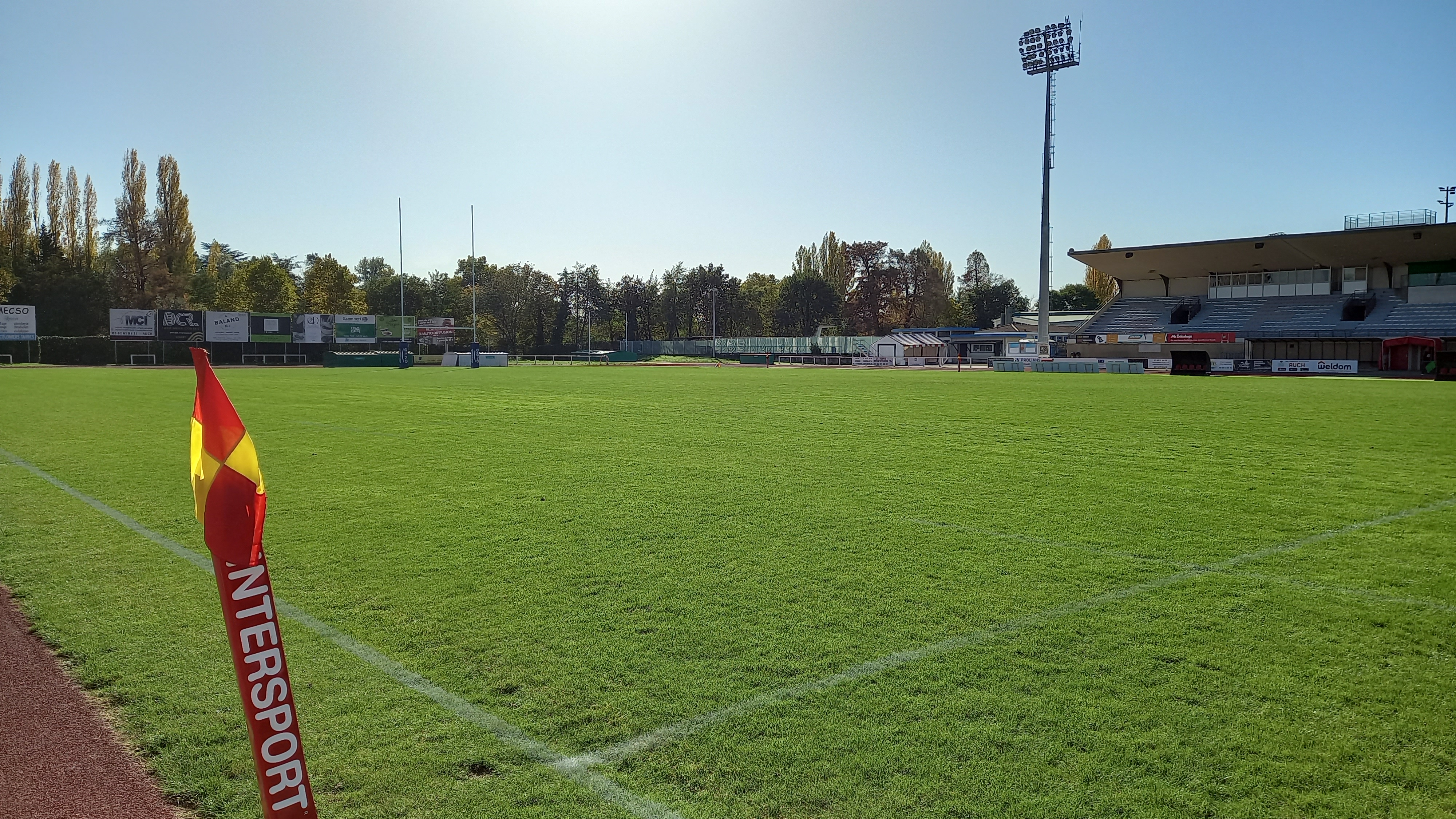
Le terrain.
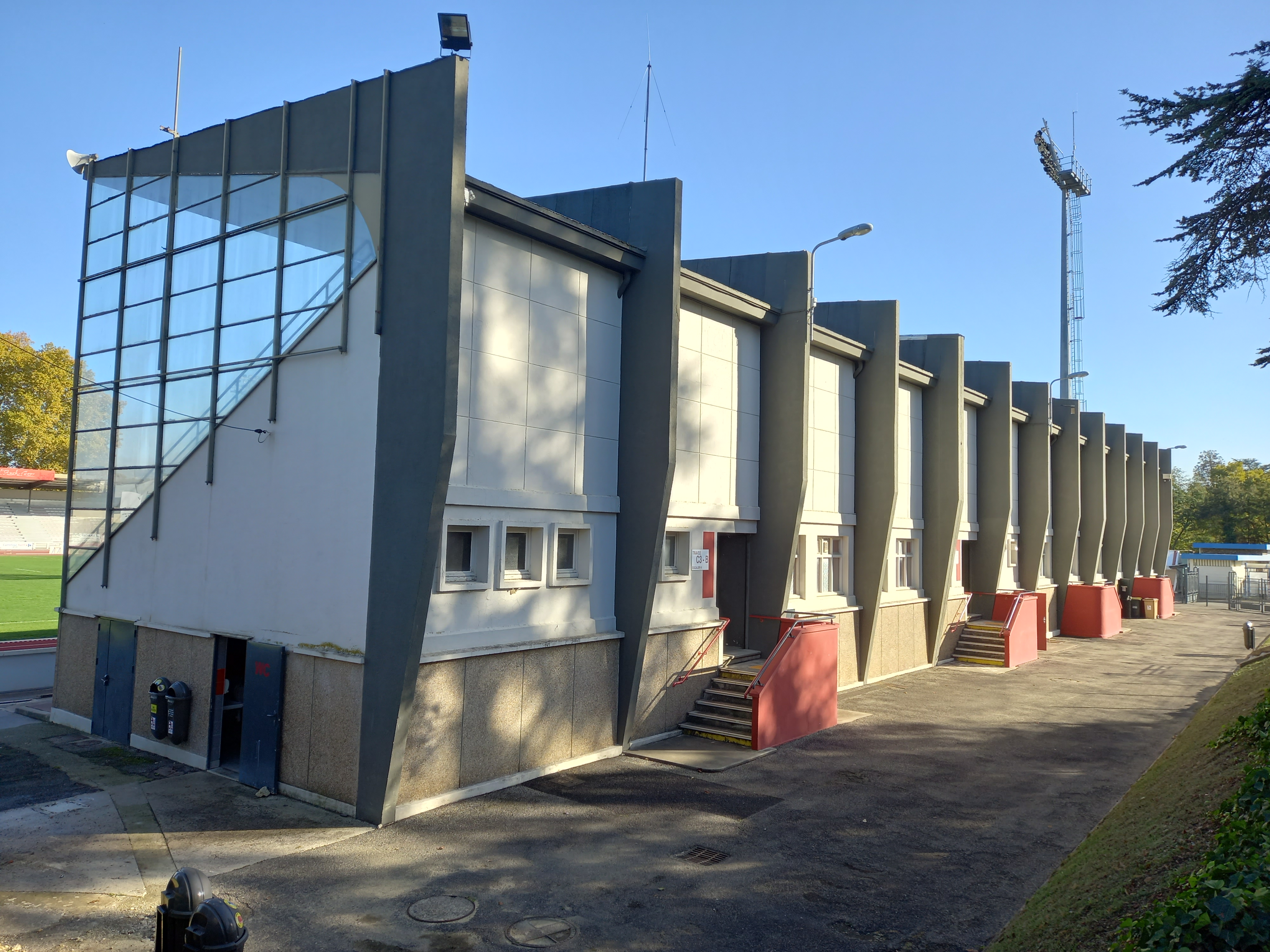
La tribune Honneur.
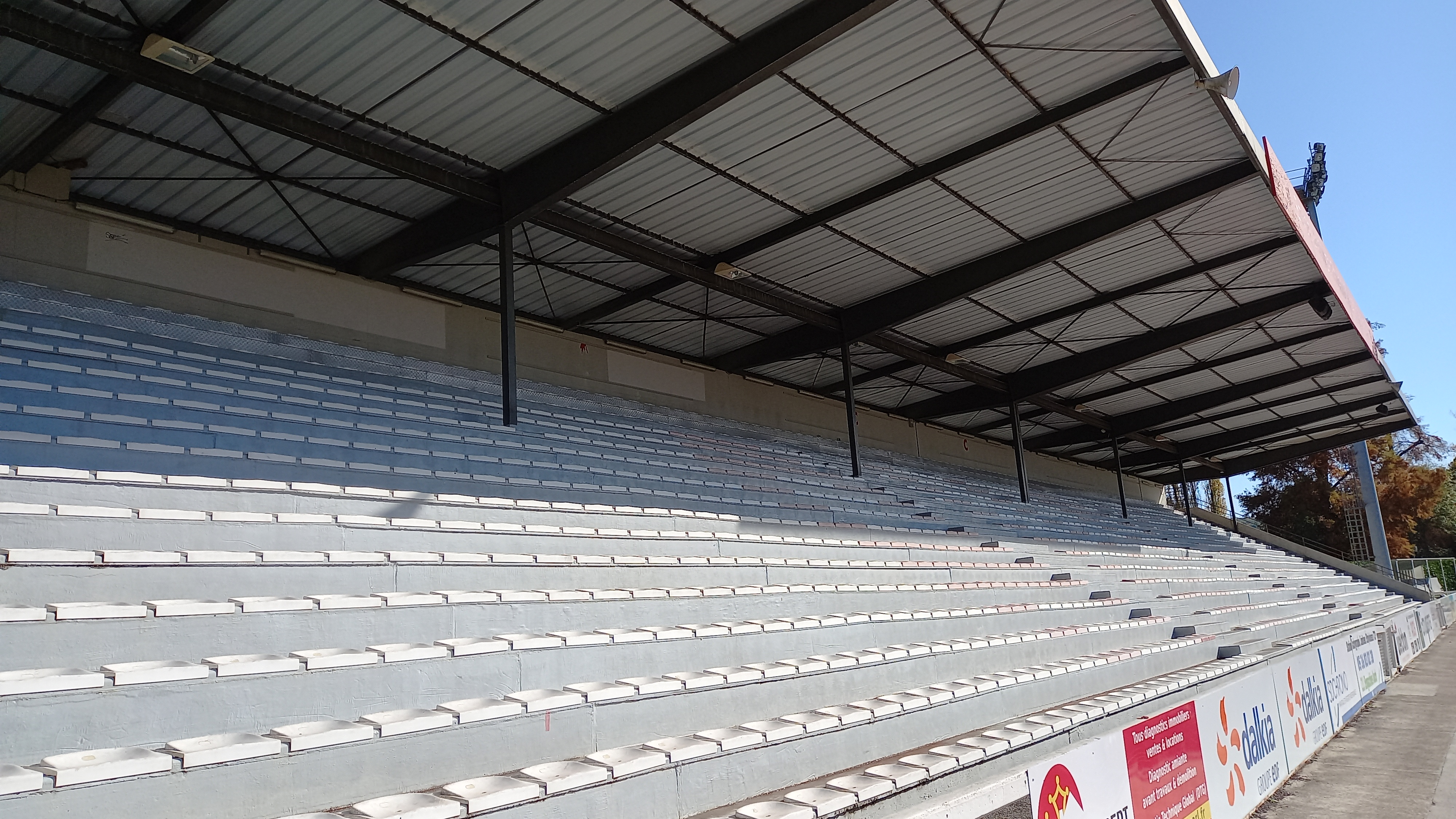
La tribune Marathon.
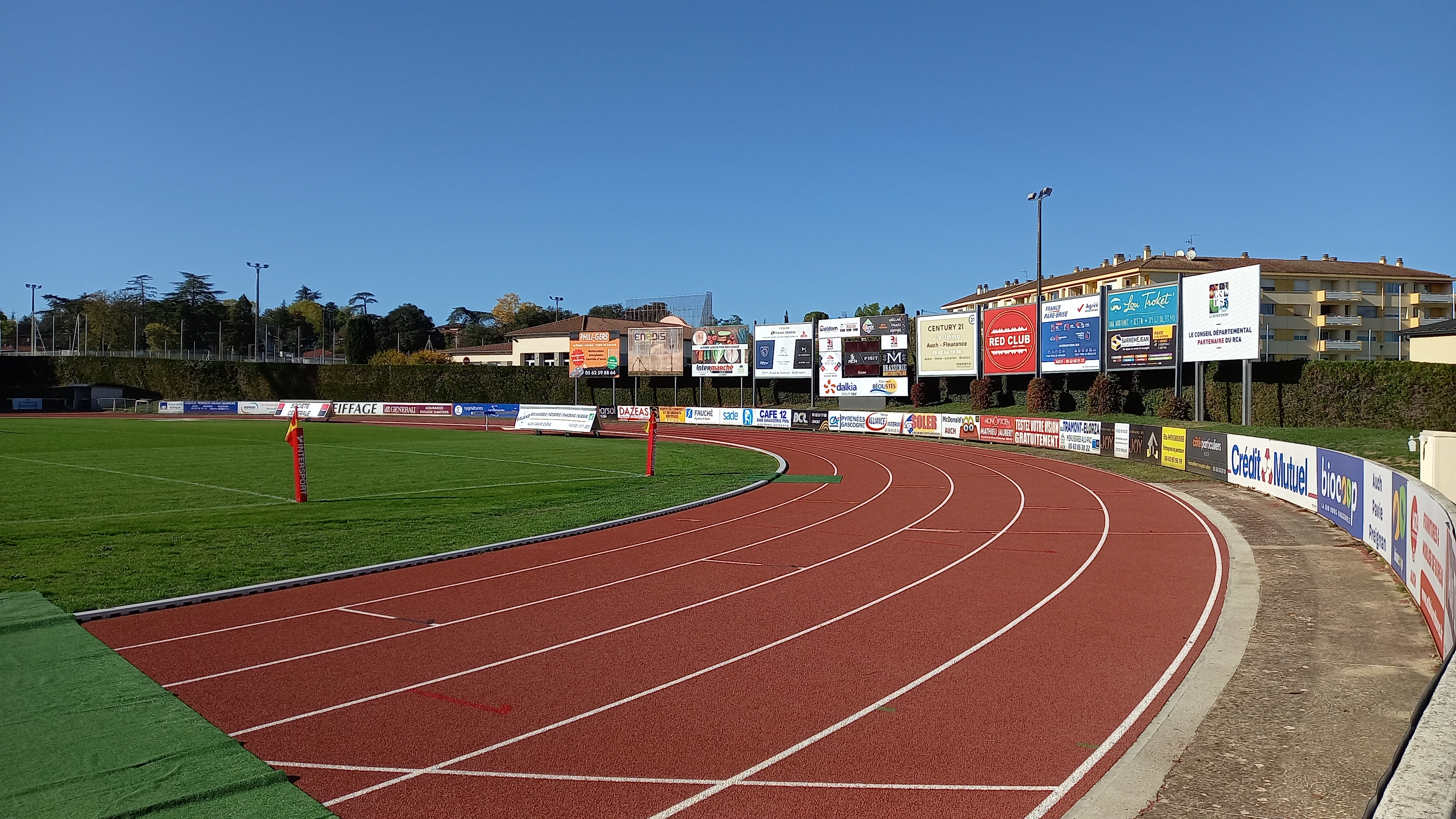
La piste d’athéisme entourant le terrain.

Le club évolue au stade Jacques-Fouroux (ancien joueur emblématique du RCA et du XV de France), d'une capacité de 7 300 places dont 3 310 assises, qui est basé sur la zone du Moulias dans le complexe sportif « Patrice Brocas » au sud de la ville d'Auch. L'enceinte comprend une piste d'athlétisme, une pelouse naturelle et trois tribunes (Honneur, Marathon et Latérale). Le stade est nocturne, étant rénové entièrement pour leur montée en Top 14 (saison 2007-2008) il est conforme au cahier des charges des règles de la Ligue nationale de rugby, possédant un éclairage de Pro D2 (1 400 lux) il peut accueillir la retransmission de matchs télévisés. Le stade est aussi équipé d'un vaste espace réceptif couvert derrière la tribune Marathon. Une bodéga couverte est aussi présente, comportant plusieurs buvettes.

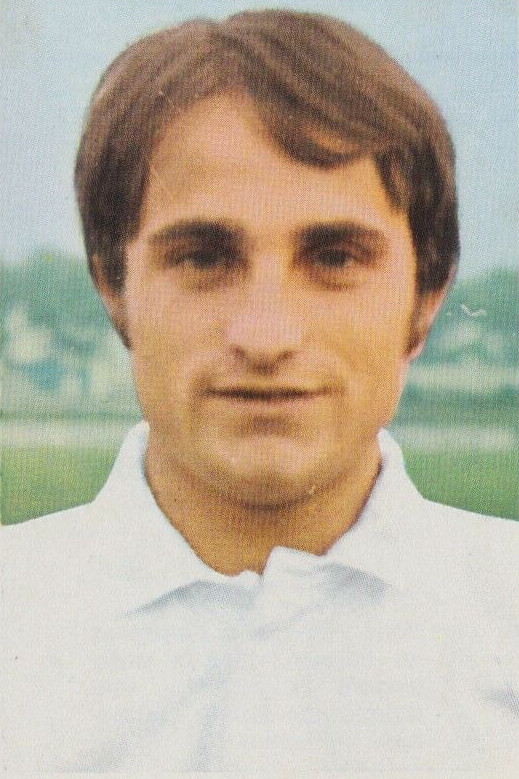
Jacques Fouroux Entraîneur-sélectionneur de l'équipe de France de 1981 à 1990.

#### Le centre d'entraînement
Le RC Auch passe principalement par la qualité de sa formation. Même en évoluant dans le championnat de Fédérale 3, le RC Auch conserve un centre d'entraînement, par une dérogation de la FFR.
Le responsable du centre d'entraînement est Philippe Ducousso, ancien responsable sportif de l'US Colomiers. Il dirige environ une vingtaine de joueurs cadets et juniors du club.
Le RCA a aussi établi un partenariat avec le Stade toulousain afin de former les entraîneurs auscitains, d'échanger les meilleurs joueurs sous double licences, mais aussi d'obtenir une bonne visibilité.

### Couleurs et maillots

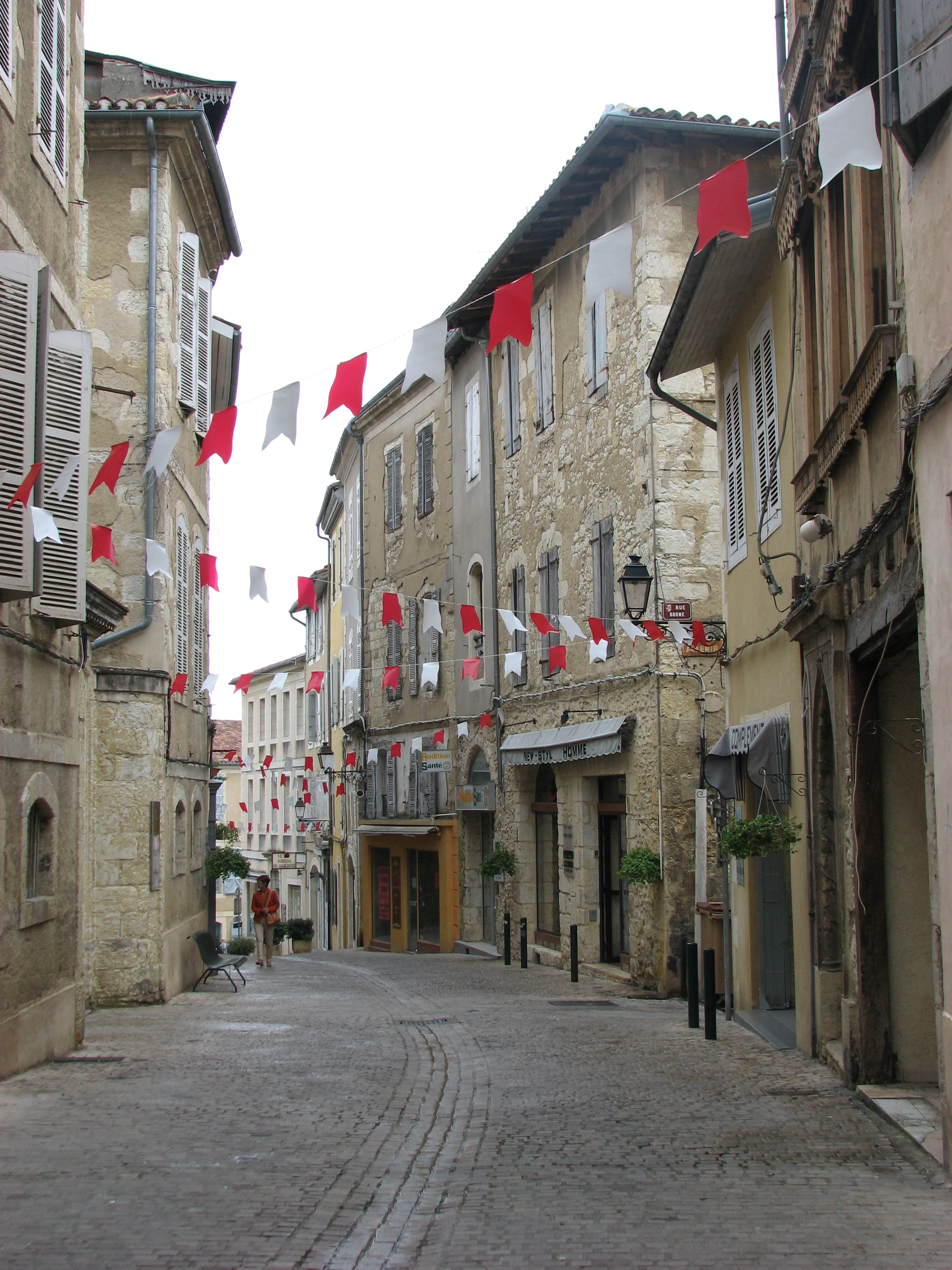
Le rouge et le blanc, les couleurs de la ville d'Auch.

Les couleurs du club sont le rouge et le blanc. À domicile, chaque joueur porte une tenue composée d'un maillot rouge, un short blanc et des chaussettes rouges. À l'extérieur, la tenue des joueurs comprend un maillot noir, un short blanc et des chaussettes noires.
| Juin 2017 - juillet 2018 | BLK   |
| à partir d'août 2018     | Kappa |

### Logo
Le lion de la ville d'Auch en rouge en haut du blason et aussi les initiales du club « R », « C » et « A » en rouge et lettres capitales sont présentes. En gris et écrit en plus petit, « RUGBY CLUB AUCH » est remarqué sous le « RCA ».

Logo du RC Auch depuis le 20 juillet 2017.

### Mascotte
Le club s'est adjoint une mascotte dénommée Artagnan.

### Réputation
Le Gers est une terre de rugby qui comprend de nombreux club amateurs. Pendant des décennies, Auch a fait la gloire du département en remportant notamment trois titres de champion de France de 2e division en 1947, 2004 et 2007, mais aussi le Championnat de France de 3e division en 1929, ainsi que le Bouclier européen en 2005. Véritable « petit poucet » de la division professionnel, le RCA possède une identité forte. Le club est considéré comme l'un des bastions historiques du rugby français, et cela même en évoluant en Nationale 2.
Les internationaux français Antoine Dupont, Anthony Jelonch, Pierre Bourgarit et Grégory Alldritt y ont notamment été formés.

## Palmarès
| Compétitions nationales                                                 | Compétitions internationales                                     |
| - Championnat de France de 3e division fédérale : - Champion (1) : 2019 |                                                                  |
| Autres compétitions                                                     | Compétitions de jeunes                                           |
| - Championnat Réserve Honneur Armagnac-Bigorre : - Champion (1) : 2018  | - Championnat de France de Nationale U18 : - Champion (1) : 2023 |

### Finales
| Compétition                                   | Date de la finale | Vainqueur | Score | Finaliste     | Lieu de la finale                          | Spectateurs |
| --------------------------------------------- | ----------------- | --------- | ----- | ------------- | ------------------------------------------ | ----------- |
| Championnat de France de 3e division fédérale | 23 juin 2019      | RC Auch   | 21-14 | RC Courbevoie | Stade municipal du Chalet, Saint-Junien    | 1 200       |
| Championnat de France de Nationale U18        | 27 mai 2023       | RC Auch   | 26-24 | Xiberua       | Stade Marcel-Cazenave, Bagnères-de-Bigorre |             |

### Historique des saisons
Chronologie des niveaux
La frise suivante montre l'évolution des niveaux auxquels le RC Auch a évolué depuis sa création en 2017.

### Les équipes jeunes du RCA
Le RC Auch dispose d'une école de rugby (lutins, mini-poussins, poussins, benjamins, minimes), d'une équipe cadets, qui évolue en championnat de France National U16, d'une équipe juniors qui évolue en championnat de France National U18 et d'une équipe féminine cadettes (moins de 18 ans), qui évolue dans le championnat Grand Sud.

## Soutien et supporters

### Club des supporters
Le club officiel des supporters du RC Auch est l'association Un pour tous, tous pour XV, qui organise les déplacements des matchs à l’extérieur mais aussi l'ambiance et les matchs à domicile au stade Jacques-Fouroux. Il compte environ une centaine d'adhérents.

### Les bénévoles
De nombreux bénévoles participent à la vie du club.